# Bidbid
Bidbid (ﺑﺪﺑﺪ in arabo) è una cittadina dell'Oman situata nel Governatorato di al-Dakhiliyya ed è il capoluogo della wilaya dallo stesso nome. Ha circa 14.100 abitanti. Bidbid si trova a circa 40 km. da Mascate sulla strada che conduce a Nizwa, da cui dista circa 95 km. 
L'antica cittadina, oggi restaurata, si trova nei pressi di una strada di scorrimento che ripercorre il tracciato di una pista utilizzata per secoli dalle carovane che si dirigevano verso le regioni interne dell'Oman. Nelle vicinanze. all'imboccatura del wadi di Sama'il (in arabo: سمائل), si trova un antico forte che era posto a guardia dell'incrocio di questa pista con quella proveniente da Sur.